# 이텔멘어
이텔멘어는 캄차카반도의 이텔멘족이 쓰는 언어로, 유일하게 살아남은 캄차달어의 방언이다. 서부 캄차달어라고 특정하여 이르기도 한다. 2002년 러시아의 인구 조사에서 이텔멘족은 3,180명으로 집계됐지만 대부분은 러시아어만을 사용한다. 하지만 학교에서 가르치는 등 언어를 부활시키려는 노력이 있다.

## 계통
이텔멘어(그리고 이텔멘어가 속하는 캄차달어)의 계통적 위치에 관해서는 크게 2가지 관점이 있다. 하나는 이텔멘어가 축치어파와 공통 조어에서 유래한 언어라는 관점으로, 이 이론에서 두 어파의 광범위한 차이점은 이텔멘어가 비-축치캄차카 언어를 흡수한 흔적이라고 설명된다. 또다른 이론은 이텔멘어가 축치어와 연관이 없다는 시각으로, 두 언어의 공통점을 언어 접촉으로 설명한다.